# James Provan
James Provan (* 19. Dezember 1936 in Glenfarg, Schottland) ist ein britischer Politiker der Conservative Party und Landwirt.

## Leben
Provan besuchte die Ardvreck School in Crieff und danach die Oundle School in Northamptonshire. Er studierte Agrarwissenschaften am Royal Agricultural College in Cirencester. 1965 wurde er Präsident des landwirtschaftlichen Vereins National Farmers Union of Scotland, den er bis 1971 leitete. Von 1979 bis 2004 war Provan Abgeordneter im Europäischen Parlament. Provan ist mit Roweena Lewis verheiratet und hat drei Kinder. Seit 1990 ist er Mitglied des Rowett Research Institute, dessen Vorsitzender er von 1992 bis 1999 war.